# Limat

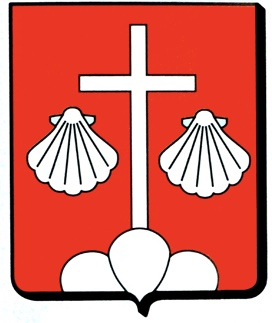
Wapenschild van Limat

Limat is een geslacht oorspronkelijk afkomstig uit Zwitserland. De familie is afkomstig uit de huidige gemeente Saint-Barthélemy in het Zwitserse kanton Vaud. Limat heeft haar Zwitserse erkenning al vroeg verkregen, er zijn vermeldingen te vinden van de regio van Saint-Barthélemy rond het jaar 1265.
In het heden zijn er nog steeds leden van de Limat familie woonachtig in de gemeente van Saint-Barthélemy. Het is bekend dat leden van de familie op dit moment ook woonachtig zijn in andere delen van Zwitserland, Frankrijk, Maleisië, Nederland en de Verenigde Staten.

## Wapenschilden
Er zijn twee wapens bekend van de familie. Het bekendste heraldische wapen is vooral herkenbaar aan de coquilles. Deze vinden hun oorsprong in een kapel in Saint-Barthélemy uit het jaar 1000.

Het bekendste wapen vertoont overeenkomsten met het huidige wapen van de gemeente Saint-Barthélemy.

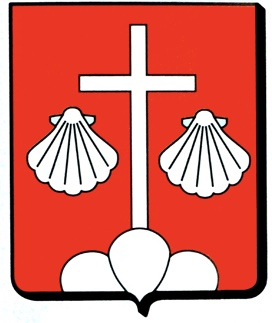
Wapenschild Limat 1
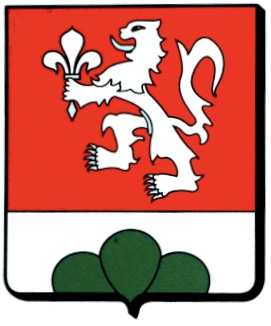
Wapenschild Limat 2
Wapenschild van de gemeente Saint-Barthélemy

## Beeld

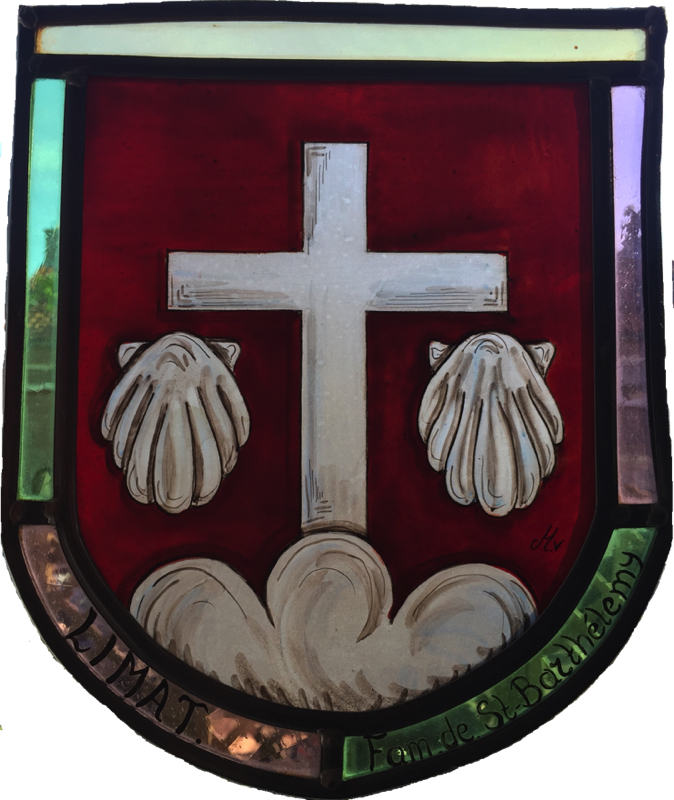
Wapenschild van Limat

Kasteel in de gemeente Saint-Barthélemy

## Trivia
- Limmat, rivier in Zürich, Zwitserland.